# Otto Lüders
Pour les articles homonymes, voir Lüders.
Otto Lüders (né le 13 août 1844 à Anholt, en province de Westphalie, mort le 27 novembre 1912 à Athènes, en Grèce), est un archéologue et un ambassadeur d'Allemagne à Athènes.

## Biographie
Après des études en philologie classique, en archéologie et en histoire ancienne à l'université de Bonn, Otto Lüders devient l'assistant de Friedrich Gottlieb Welcker et l'ami d'Ulrich von Wilamowitz-Moellendorff. En 1870, il participe à la guerre franco-prussienne puis part à Athènes, où il devient président de l'Institut archéologique allemand.
Dans la capitale grecque, Otto Lüders s'unit à une riche athénienne et devient précepteurs des enfants du roi Georges Ier. Plus tard, il est nommé ambassadeur d'Allemagne à Athènes.
DE 1872 à 1874, il est le directeur de l'Institut archéologique allemand d'Athènes.